# Подгорное (Приморский район)
Подгорное (укр. Підгірне) — село,
Елизаветовский сельский совет,
Приморский район,
Запорожская область,
Украина.
Код КОАТУУ — 2324881303. Население по переписи 2001 года составляло 128 человек.

## Географическое положение
Село Подгорное находится на расстоянии в 2 км от посёлка Елизаветовка.
Рядом проходят автомобильная дорога Р-37 и
железная дорога, станция Елизаветовка в 3-х км.

## История
- 1860 год — дата основания как колонии немцев -колонистов  Ной-Штутгарт( Neustuttgart)
- В 1918 году переименовано в село Подгорное.